# Olivera d'Azorias
L'olivera d'Azorias o olivera de Kavusi és una olivera monumental d'uns 3500 anys d'antiguitat situada prop del jaciment arqueològic minoic d'Azorias, al municipi de Kavusi, a l'est de l'illa de Creta. El 2008 pertanyia a George Grammatikakis. Segons el rètol que hi ha al lloc, presenta un tronc a 80 cm d'altura d'entre 4.20 i 4.90 m de diàmetre i d'uns 14.20 m. de perímetre. Basant-se en el mètode del creixement dels anells, s'estima que es va plantar entre el 1350 i el 1100 aC. Les seves branques varen coronar la guanyadora de la marató femenina dels Jocs Olímpics del 2004.